# Clymenia polyandra
Clymenia polyandra là một loài thực vật có hoa trong họ Cửu lý hương. Loài này được (Tanaka) Swingle mô tả khoa học đầu tiên năm 1938.